# Vlaamse Energieholding
De Vlaamse Energieholding, afgekort VEH, is een Belgische holding die in de energiesector actief is. Ze is in handen van gemeenten, gemeentelijke tussenstructuren en financiële instellingen en beheert (on)rechtstreekse participaties in netbeheerders Elia, Fluxys en het hernieuwbare-energiebedrijf Aspiravi.
De zetel van de holding is sinds 2019 in Torhout gelegen.

## Geschiedenis
De Vlaamse Energieholding werd opgericht door ABB (later KBC Verzekeringen), Arcoplus (later Capline), Gemeentekrediet (later Belfius), Nationale Investeringsmaatschappij (later ontbonden), Omob (later Ethias), PS Verzekeringen (later P&V Verzekeringen), Wvem (aandelen later bij Efin), Iveg (aandelen later bij Fineg) en VEM (later ontbonden). Later werden de stad Gent, Nuhma en Creadiv aandeelhouders.

## Activiteiten
De Vlaamse Energieholding werd in 1992 opgericht als financieringsvehikel voor de verdere expansie van de elektriciteitsproducent SPE. Ze controleert 14,31% van Publigas en 4,05% van Publi-T. Deze twee gemeentelijke holdings controleren op hun beurs respectievelijk 77,41% van gasnetbeheerder Fluxys en 44,79% van stroomnetbeheerder Elia.
In 2011 nam de holding een belang van 15,1% in de producent van groene stroom Aspiravi.
VEH was ook aandeelhouder van elektriciteitsproducent EDF Luminus. De holding verkocht dit belang in 2015 aan de Franse meerderheidsaandeelhouder EDF. Ze was ook aandeelhouder (6%) van de intercommunale Publipart, dat een belang van 3,26% in Elia had, maar ook aandelen in luchtvaartgroep SN Air Holding en Fluxys bezat.
Onder de holding valt V2HFin, dat optreedt als investeerder om de groei van Vlaamse start- en scale-ups te versterken.

## Aandeelhouders
| Aandeelhouder     | Belang 2023 | Belang 2024 | Opmerking                                                    |
| Aandelen A        | Aandelen A  | Aandelen A  | Aandelen A                                                   |
| ----------------- | ----------- | ----------- | ------------------------------------------------------------ |
| Creadiv           | 1,22%       | 3,95%       | 20 Vlaams-Brabantse gemeenten en 4 Waals-Brabantse gemeenten |
| Efin              | 3,86%       | 10,20%      | West-Vlaamse gemeenten                                       |
| Fineg             | 2,71%       | 1,97%       | Antwerpse gemeenten                                          |
| Nuhma             | 13%         | 24,59%      | 41 Limburgse gemeenten en gemeente Laakdal                   |
| Stad Gent         | 13,54%      | 9,40%       |                                                              |
| Aandelen B        |             |             |                                                              |
| Belfius Bank      | 8,33%       | 6,58%       | vroeger Gemeentekrediet                                      |
| Capline           | 11,04%      | 7,66%       | vroeger Auxipar                                              |
| EthiasCo          | 13,34%      | 10,58%      | vroeger Ethias Gemeen Recht                                  |
| KBC Verzekeringen | 11,04%      | 7,66%       | vroeger ABB                                                  |
| P&V Verzekeringen | 21,94%      | 17,40%      | vroeger PS Verzekeringen                                     |